# Curwensville
Curwensville é um distrito localizado no estado norte-americano de Pensilvânia, no Condado de Clearfield.

## Demografia
Segundo o censo norte-americano de 2000, a sua população era de 2650 habitantes.
Em 2006, foi estimada uma população de 2522, um decréscimo de 128 (-4.8%).

## Geografia
De acordo com o United States Census Bureau tem uma área de
6,0 km², dos quais 5,8 km² cobertos por terra e 0,2 km² cobertos por água. Curwensville localiza-se a aproximadamente 478 m acima do nível do mar.

## Localidades na vizinhança
O diagrama seguinte representa as localidades num raio de 12 km ao redor de Curwensville.